# Remigia pseudomunda
Remigia pseudomunda är en fjärilsart som beskrevs av Embrik Strand 1917. Remigia pseudomunda ingår i släktet Remigia och familjen nattflyn. Inga underarter finns listade.